# (5443) Encrenaz
(5443) Encrenaz (1991 NX1) – planetoida z grupy pasa głównego asteroid okrążająca Słońce w ciągu 3,89 lat w średniej odległości 2,47 j.a. Odkryta 14 lipca 1991 roku.